# Hersteld Evangelische Apostolische Gemeente
De Hersteld Evangelische Apostolische Gemeente (HEAG) is een klein kerkgenootschap dat is ontstaan vanuit de Nieuw-apostolische kerk (toen nog Hersteld Apostolische Zendinggemeente in de Eenheid der Apostelen (HAZEA) genoemd). Aanleiding was de afzetting van de Enkhuizer evangelist H.J. Smit in 1925, wegens onenigheid met apostel Van Oosbree over diens avondmaalsopvatting.

## Achtergronden van het ontstaan
Al spoedig na zijn aanstelling in 1910 als apostel in de Hersteld Apostolische Zendinggemeente in de Eenheid der Apostelen in Nederland (HAZEA), liet  J.H. van Oosbree blijken dat hij er een onorthodoxe avondmaalsopvatting opna hield. Omdat Van Oosbree niet langer geloofde in het verzoenend lijden en sterven van Jezus Christus, veranderde hij het Avondmaal in een gemeenschappelijke verzoeningsdis. Hierbij dienden de leden zich met elkaar te verzoenen zodat ook God hun zonden kon vergeven (vgl. Matteüs 6:15). Tevens veranderde hij in januari 1917 de vorm van het Avondmaal: het drinken van wijn uit de beker werd afgeschaft. Omdat wijn een schaars artikel was geworden, maar ook om hygiënische redenen, werd de ouwel voortaan met een pincet in de wijn gedoopt en op de rug van de hand van de communicant gelegd.  
In de HAZEA-gemeente te Enkhuizen had Hendrik Jacobus Smit eerst onder apostel Kofman gediend als onderdiaken, sinds 1909 als priester en sinds 1916 als evangelist. Sinds 1911 was hij tevens schoonzoon van apostel Van Oosbree. Smit, wiens vader in het prille begin van de Enhuizer gemeente in 1869 tot evangelist was geroepen, was het met deze veranderingen niet eens en werd daarom ten slotte op de derde donderdag in september 1925 afgezet. Van Oosbree ontnam hem alle bedieningen en zei o.a.: "Jij met je Jezus in de blauwe azuur! Hier heb je Jezus (en wees op zichzelf)." Daarna sprak hij ook nog (vanuit zijn hoedanigheid als schoonvader?) de vloek over de familie Smit uit.

## Oprichting
Smit bleef desondanks als gemeentelid de diensten bijwonen en ging ondertussen in beroep bij stamapostel Niehaus. Hij beriep zich daarbij op de leer die de stamapostel zelf uitdroeg, maar vond geen gehoor. Sinds april 1926 werd hem nu ook de toegang tot de HAZEA geweigerd. Ondanks verzoeken van meerdere geestverwanten, wilde Smit niet op eigen houtje een nieuwe gemeente stichten. Maar in datzelfde jaar kwam Smit in contact met apostel Brückner van de Reformiert Apostolische Gemeindebund, die in 1921 op zichzelf was komen te staan na een conflict over de invoering van het ambt van 'stamapostel' door Niehaus. Toen na uitgebreide correspondentie bleek dat Smit en Brückner zowel lotgenoten als gelijkgezinden waren, aanvaardde Smit van apostel Brückner in oktober 1926 de opdracht om als evangelist in Nederland te werken.
De eerstvolgende zondag hield evangelist Smit dienst in Enkhuizen. Er waren ongeveer veertig bezoekers. Binnen enkele jaren vormden zich ook in Amsterdam, Groningen en Zaandam nieuwe gemeenten. Na verloop van tijd namen ze de naam 'Hersteld Evangelische Apostolische Gemeente' aan. Tot en met 1944 is er nog een kleine gemeente in Den Haag/Scheveningen geweest, in 1947 ontstond er een gemeente in Apeldoorn en in 1948 een te Rotterdam.
Tot aan de Tweede Wereldoorlog bezochten Brückner en zijn mede-apostel Ecke de gemeenten in Nederland. Na de oorlog werd de draad weer opgepakt en werd Smit in september 1950 in Hagen (Westfalen) door apostel Ecke in het apostelambt aangesteld.

## Samengaan met deApostolische Stichtingvan Kamphuis en VAG
In 1954 trad opnieuw een apostel, G. Kamphuis, terug uit de HAZEA (de voorloper van de Nieuw-apostolische kerk), moe geworden door alle tegenwerking en verzet wegens zijn terughoudendheid in de verkondiging van de 'stamapostelboodschap'. Hij richtte in 1955 voor Nederland de "Apostolische Stichting" op, die eigen samenkomsten hield en steun verleende aan allen die door de stamapostelboodschap in moeilijkheden kwamen. Deze Stichting ging vervolgens samen met de HEAG op in de Apostolische Geloofsgemeenschap. Beide apostelen en hun gemeenten sloten zich bovendien internationaal aan bij de Vereinigung Apostolischer Christen des In- und Auslands (de Vereniging van Apostolische Gemeenten).

## Naamsverandering in:Gemeente van Apostolische Christenen
Apostel Smit overleed in 1965, Kamphuis trad in hetzelfde jaar ín de rust. Hij werd opgevolgd door apostel J. F. Kröner, die op zijn beurt in 1975 werd opgevolgd door Chr. Boermeester. In 1980 wijzigde men de naam van de Apostolische Geloofsgemeenschap in Gemeente van Apostolische Christenen.